# J&T Banka Prague Open 2016
Il J&T Banka Prague Open 2016 è stato un torneo di tennis facente parte della categoria International nell'ambito del WTA Tour 2016. È stata la settima edizione del torneo giocato su campi in terra rossa. Il torneo si è giocato a Praga, in Repubblica Ceca, dal 25 al 30 aprile 2016.

## Partecipanti

### Teste di serie
| Nazionalità | Giocatrice         | Ranking* | Testa di serie |
| ----------- | ------------------ | -------- | -------------- |
| Russia      | Svetlana Kuznecova | 13       | 1              |
| Rep. Ceca   | Lucie Šafářová     | 15       | 2              |
| Rep. Ceca   | Karolína Plíšková  | 18       | 3              |
| Australia   | Samantha Stosur    | 26       | 4              |
| Rep. Ceca   | Barbora Strýcová   | 33       | 5              |
| Lettonia    | Jeļena Ostapenko   | 37       | 6              |
| Slovacchia  | Dominika Cibulková | 38       | 7              |
| Belgio      | Yanina Wickmayer   | 42       | 8              |

* Ranking al 18 aprile 2016.

### Altre partecipanti
Giocatrici che hanno ricevuto una wild card:
- Jana Čepelová
- Kateřina Siniaková
- Markéta Vondroušová

Giocatrice entrata in tabellone come Special Exempt:
- Stefanie Vögele

Giocatrici che sono passate dalle qualificazioni:

- Sorana Cîrstea
- Océane Dodin
- Vania King
- Virginie Razzano

Giocatrici entrate in tabellone come lucky loser:
- Andrea Hlaváčková
- Barbora Krejčíková
- Tereza Smitková

## Vincitrici

### Singolare
Lucie Šafářová ha sconfitto in finale  Samantha Stosur con il punteggio di 3-6, 6-1, 6-4.
- È il settimo titolo per Šafářová, primo della stagione.

### Doppio
Margarita Gasparjan /  Andrea Hlaváčková hanno sconfitto in finale  María Irigoyen /  Paula Kania con il punteggio di 6-4, 6-2.